# Deutsche Meisterschaften im Biathlon 2020
Die Deutschen Meisterschaften im Biathlon 2020 fanden vom 4. bis 6. September in der Sparkassen-Arena in Altenberg statt.
Aufgrund der COVID-19-Pandemie in Deutschland sowie des Umbaus der Rennsteig-Arena in Oberhof wurden einige Änderungen am Ablauf der Veranstaltung vorgenommen. So fanden die Meisterschaften anders als in den Vorjahren nur an einem Wochenende und einem Ort statt, die Massenstarts wurden durch verkürzte Einzelwettbewerbe ersetzt und der Speziallanglauf sowie die Staffeln ersatzlos gestrichen.

## Zeitplan
| Datum              | Frauen    | Frauen                  | Männer    | Männer                |
| ------------------ | --------- | ----------------------- | --------- | --------------------- |
| 3. September (Do.) | 10:00 Uhr | Training                | 13:00 Uhr | Training              |
| 4. September (Fr.) | 11:00 Uhr | Kurzes Einzel (12,5 km) | 14:00 Uhr | Kurzes Einzel (15 km) |
| 5. September (Sa.) | 11:00 Uhr | Sprint (7,5 km)         | 14:00 Uhr | Sprint (10 km)        |
| 6. September (So.) | 11:00 Uhr | Verfolgung (10 km)      | 13:30 Uhr | Verfolgung (12,5 km)  |

## Ergebnisse

### Frauen

#### Kurzes Einzel (12,5 km)
| Platz | Sportlerin           | Verein                        | Landesverband       | Schießfehler | Zeit    | Rückstand |
| ----- | -------------------- | ----------------------------- | ------------------- | ------------ | ------- | --------- |
| 1     | Janina Hettich       | SC Schönwald                  | Baden-Württemberg   | 0 0 0 1      | 37:42,1 |           |
| 2     | Maren Hammerschmidt  | SK Winterberg                 | Nordrhein-Westfalen | 0 1 0 0      | 37:59,5 | 17,4      |
| 3     | Denise Herrmann      | WSC Erzgebirge Oberwiesenthal | Sachsen             | 2 0 2 1      | 38:46,0 | 1:03,9    |
| 4     | Franziska Hildebrand | WSV Clausthal-Zellerfeld      | Niedersachsen       | 1 0 0 0      | 39:29,1 | 1:47,0    |
| 5     | Stefanie Scherer     | SC Wall                       | Bayern              | 0 0 0 0      | 40:12,4 | 2:30,3    |
| 6     | Anna Weidel          | WSV Kiefersfelden             | Bayern              | 1 0 1 1      | 40:14,0 | 2:31,9    |
| 7     | Franziska Preuß      | SC Haag                       | Bayern              | 0 1 2 2      | 40:18,2 | 2:36,1    |
| 8     | Sophia Schneider     | SV Oberteisendorf             | Bayern              | 1 1 0 3      | 40:27,3 | 2:45,2    |
| 9     | Juliane Frühwirt     | SV Motor Tambach-Dietharz     | Thüringen           | 1 1 0 3      | 40:49,7 | 3:07,6    |
| 10    | Mareike Braun        | DAV Ulm                       | Baden-Württemberg   | 0 0 1 2      | 40:58,8 | 3:16,7    |

#### Sprint (7,5 km)
| Platz | Sportlerin          | Verein                        | Landesverband       | Schießfehler | Zeit    | Rückstand |
| ----- | ------------------- | ----------------------------- | ------------------- | ------------ | ------- | --------- |
| 1     | Denise Herrmann     | WSC Erzgebirge Oberwiesenthal | Sachsen             | 0 0          | 19:47,0 |           |
| 2     | Sophia Schneider    | SV Oberteisendorf             | Bayern              | 1 0          | 21:00,6 | 1:13,6    |
| 3     | Franziska Preuß     | SC Haag                       | Bayern              | 0 1          | 21:10,1 | 1:23,1    |
| 4     | Janina Hettich      | SC Schönwald                  | Baden-Württemberg   | 0 1          | 21:27,4 | 1:40,4    |
| 5     | Hanna Kebinger      | SC Partenkirchen              | Bayern              | 1 0          | 21:42,9 | 1:55,9    |
| 6     | Maren Hammerschmidt | SK Winterberg                 | Nordrhein-Westfalen | 1 0          | 21:56,7 | 2:09,7    |
| 7     | Stefanie Scherer    | SC Wall                       | Bayern              | 0 0          | 22:06,2 | 2:19,2    |
|       | Markéta Davidová    | SKP Kornspitz Jablonec        | Tschechien          | 1 2          | 22:10,0 | 2:23,0    |
|       | Jessica Jislová     | SKP Kornspitz Jablonec        | Tschechien          | 1 0          | 22:14,0 | 2:27,0    |
| 8     | Anna Weidel         | WSV Kiefersfelden             | Bayern              | 2 1          | 22:15,0 | 2:28,0    |

#### Verfolgung (10 km)
| Platz | Sportlerin          | Verein                        | Landesverband       | Schießfehler | Zeit    | Rückstand |
| ----- | ------------------- | ----------------------------- | ------------------- | ------------ | ------- | --------- |
| 1     | Denise Herrmann     | WSC Erzgebirge Oberwiesenthal | Sachsen             | 0 0 0 1      | 29:31,3 |           |
| 2     | Franziska Preuß     | SC Haag                       | Bayern              | 2 1 0 1      | 33:10,5 | 3:39,2    |
| 3     | Janina Hettich      | SC Schönwald                  | Baden-Württemberg   | 1 0 0 2      | 33:16,2 | 3:44,9    |
|       | Markéta Davidová    | SKP Kornspitz Jablonec        | Tschechien          | 0 1 2 0      | 33:46,0 | 4:14,7    |
| 4     | Anna Weidel         | WSV Kiefersfelden             | Bayern              | 0 2 2 0      | 33:49,3 | 4:18,0    |
| 5     | Maren Hammerschmidt | SK Winterberg                 | Nordrhein-Westfalen | 0 1 1 1      | 33:56,4 | 4:25,1    |
|       | Lucie Charvátová    | SKP Kornspitz Jablonec        | Tschechien          | 1 1 0 1      | 34:08,5 | 4:37,2    |
| 6     | Stefanie Scherer    | SC Wall                       | Bayern              | 1 0 0 0      | 34:30,4 | 4:59,1    |
| 7     | Sophia Schneider    | SV Oberteisendorf             | Bayern              | 1 2 0 3      | 34:41,4 | 5:10,1    |
|       | Jessica Jislová     | SKP Kornspitz Jablonec        | Tschechien          | 1 2 0 0      | 34:54,4 | 5:23,1    |

### Männer

#### Kurzes Einzel (15 km)
| Platz | Sportlerin         | Verein                   | Landesverband     | Schießfehler | Zeit    | Rückstand |
| ----- | ------------------ | ------------------------ | ----------------- | ------------ | ------- | --------- |
| 1     | Johannes Donhauser | SC Ruhpolding            | Bayern            | 0 0 0 0      | 37:30,8 |           |
| 2     | Dominic Schmuck    | SC Schleching            | Bayern            | 0 0 0 0      | 37:58,2 | 27,4      |
| 3     | Roman Rees         | SV Schauinsland          | Baden-Württemberg | 1 0 0 1      | 39:06,0 | 1:35,2    |
| 4     | Benedikt Doll      | SZ Breitnau              | Baden-Württemberg | 1 2 1 0      | 39:16,6 | 1:45,8    |
| 5     | Matthias Dorfer    | SV Marzoll               | Bayern            | 0 0 0 1      | 39:28,7 | 1:57,9    |
| 6     | Simon Schempp      | SZ Uhingen               | Baden-Württemberg | 0 2 0 1      | 39:29,3 | 1:58,5    |
| 7     | Philipp Horn       | SV Frankenhain           | Thüringen         | 1 1 1 1      | 39:59,3 | 2:28,5    |
| 8     | David Zobel        | SC Partenkirchen         | Bayern            | 0 2 0 0      | 40:01,2 | 2:30,4    |
| 9     | Arnd Peiffer       | WSV Clausthal-Zellerfeld | Niedersachsen     | 2 0 0 2      | 40:06,8 | 2:36,0    |
| 10    | Danilo Riethmüller | WSV Clausthal-Zellerfeld | Niedersachsen     | 0 2 0 1      | 40:55,5 | 3:24,7    |

#### Sprint (10 km)
| Platz | Sportlerin         | Verein                   | Landesverband     | Schießfehler | Zeit    | Rückstand |
| ----- | ------------------ | ------------------------ | ----------------- | ------------ | ------- | --------- |
| 1     | Dominic Schmuck    | SC Schleching            | Bayern            | 0 0          | 24:25,3 |           |
| 2     | Benedikt Doll      | SZ Breitnau              | Baden-Württemberg | 0 1          | 24:28,7 | 3,4       |
| 3     | Philipp Horn       | SV Frankenhain           | Thüringen         | 1 1          | 24:49,5 | 24,2      |
| 4     | Simon Schempp      | SZ Uhingen               | Baden-Württemberg | 0 2          | 24:55,0 | 29,7      |
| 5     | Arnd Peiffer       | WSV Clausthal-Zellerfeld | Niedersachsen     | 1 0          | 24:56,3 | 31,0      |
| 6     | Johannes Donhauser | SC Ruhpolding            | Bayern            | 0 1          | 25:09,6 | 44,3      |
| 7     | Roman Rees         | SV Schauinsland          | Baden-Württemberg | 1 0          | 25:18,0 | 52,7      |
| 8     | Florian Hollandt   | SWV Goldlauter           | Thüringen         | 1 2          | 25:26,3 | 1:01,0    |
|       | Jakub Štvrtecký    | SKP Kornspitz Jablonec   | Tschechien        | 0 2          | 25:32,7 | 1:07,4    |
| 9     | Matthias Dorfer    | SV Marzoll               | Bayern            | 1 0          | 25:41,2 | 1:15,9    |

#### Verfolgung (12,5 km)
| Platz | Sportlerin         | Verein                 | Landesverband     | Schießfehler | Zeit    | Rückstand |
| ----- | ------------------ | ---------------------- | ----------------- | ------------ | ------- | --------- |
| 1     | Simon Schempp      | SZ Uhingen             | Baden-Württemberg | 0 1 1 0      | 31:38,2 |           |
| 2     | Roman Rees         | SV Schauinsland        | Baden-Württemberg | 0 0 0 1      | 32:07,3 | 29,1      |
| 3     | Philipp Horn       | SV Frankenhain         | Thüringen         | 1 1 1 1      | 32:20,9 | 42,7      |
| 4     | Benedikt Doll      | SZ Breitnau            | Baden-Württemberg | 2 2 1 1      | 32:40,7 | 1:02,5    |
| 5     | Matthias Dorfer    | SV Marzoll             | Bayern            | 1 0 0 1      | 32:48,0 | 1:09,8    |
| 6     | Florian Hollandt   | SWV Goldlauter         | Thüringen         | 0 1 3 0      | 32:50,4 | 1:12,2    |
| 7     | Johannes Donhauser | SC Ruhpolding          | Bayern            | 3 0 0 1      | 32:50,5 | 1:12,3    |
|       | Michal Krčmář      | SKP Kornspitz Jablonec | Tschechien        | 1 1 0 1      | 32:55,7 | 1:17,5    |
| 8     | Niklas Homberg     | SK Berchtesgaden       | Bayern            | 0 0 0 2      | 33:02,9 | 1:24,7    |
| 9     | Dominic Schmuck    | SC Schleching          | Bayern            | 1 1 1 2      | 33:03,0 | 1:24,8    |

## Ergebnislisten
- Einzel Frauen
- Einzel Männer
- Sprint Frauen
- Sprint Männer
- Verfolgung Frauen
- Verfolgung Männer